# Тривињано Удинезе
Тривињано Удинезе је насеље у Италији у округу Удине, региону Фурланија-Јулијска крајина.
Према процени из 2011. у насељу је живело 944 становника. Насеље се налази на надморској висини од 43 м.

## Становништво
Према резултатима пописа становништва 2011. у општини је живело 1.689 становника.
| 1951. | 1961. | 1971. | 1981. | 1991. | 2001. | 2011. |
| ----- | ----- | ----- | ----- | ----- | ----- | ----- |
| 2.318 | 1.892 | 1.681 | 1.718 | 1.704 | 1.706 | 1.689 |